# 三書六禮

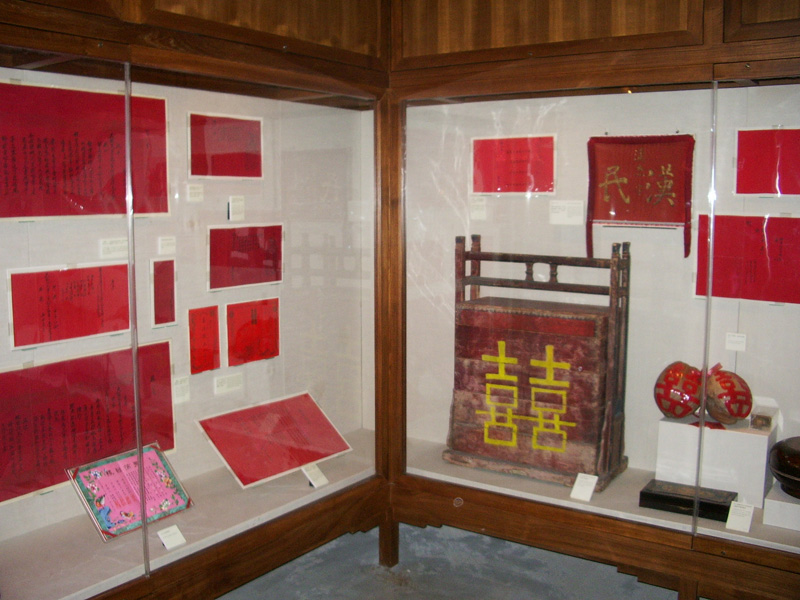
三书六礼

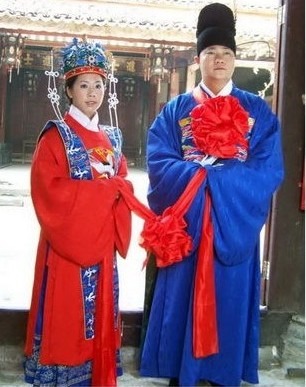
三書六禮是中國傳統婚禮的重要禮儀

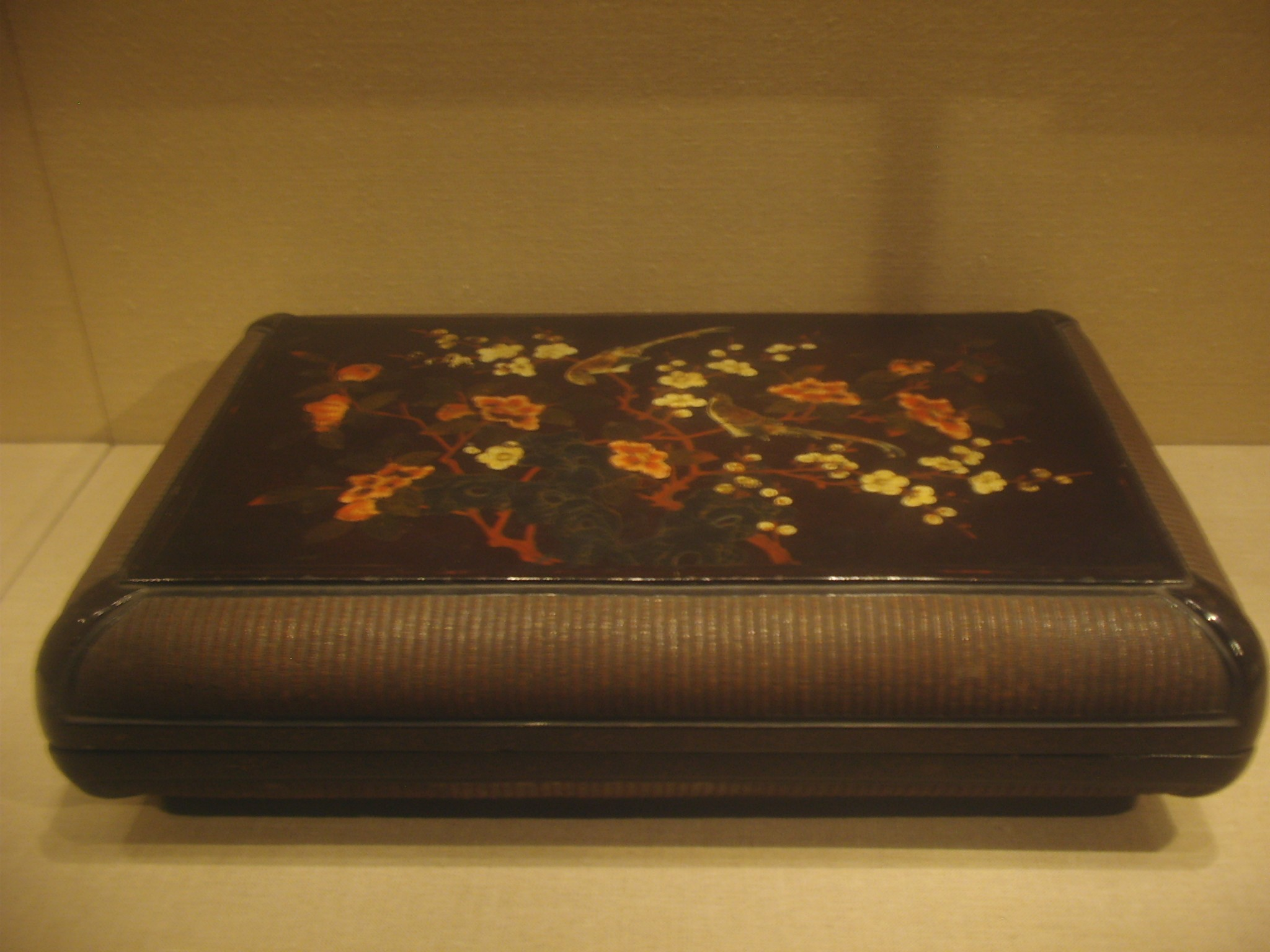
明朝漆器帖盒，納徵時用於盛載婚書

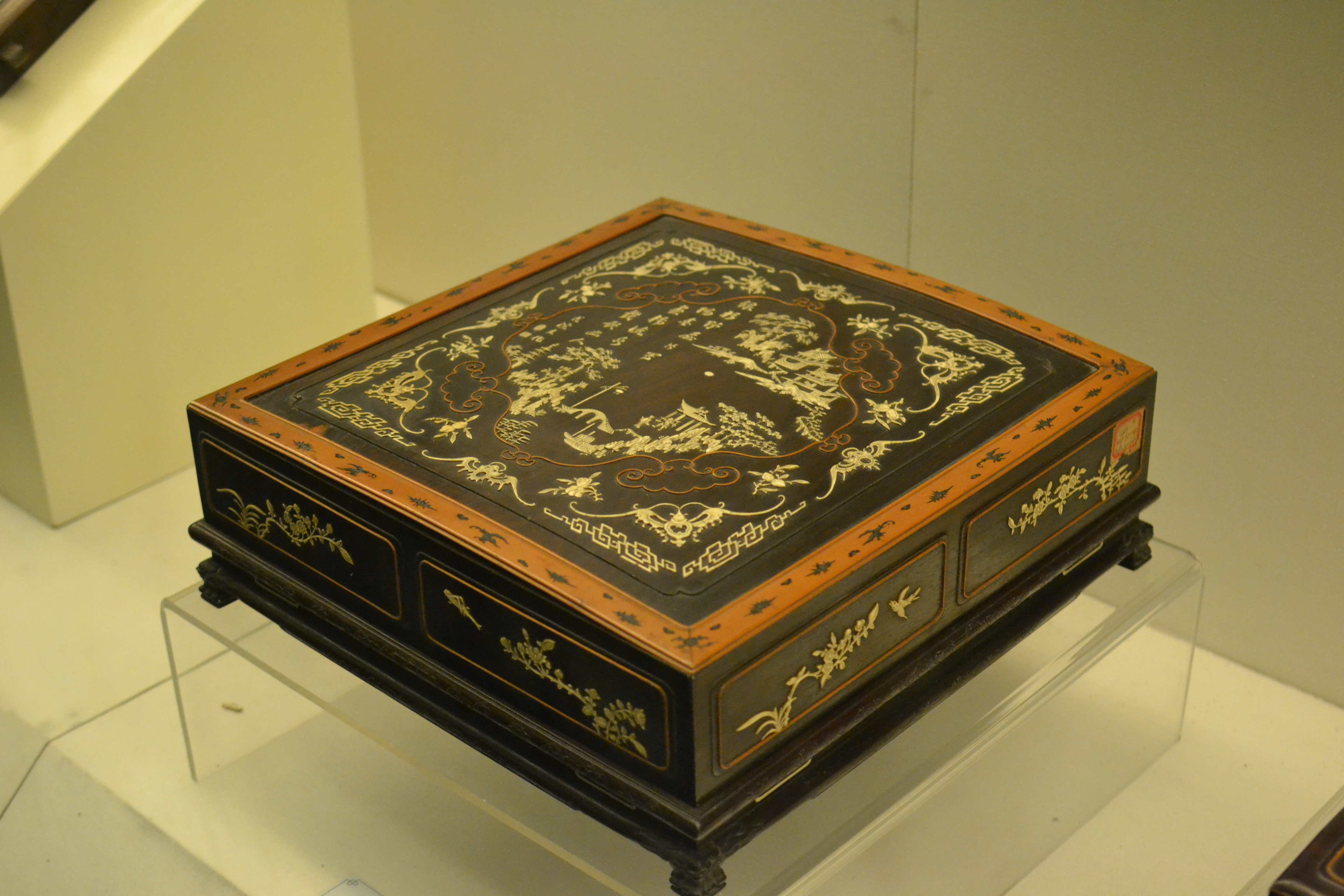
清朝以骨木镶嵌工艺制作的礼盒也为嫁妆中的小件，也和前朝明代漆盒一样用于下三书六礼。

三書六禮，也称三媒六证，是中國的傳統婚姻習俗禮儀。「三書」指在「六禮」過程中所用的文書，包括聘書、禮書和迎書。「六禮」是指由求婚至完婚的整個結婚過程。「六禮」即六個禮法，指纳采、問名、納吉、納徵、請期和親迎（迎親）。
三書六禮的結婚過程則包括了從談婚、訂婚到結婚等過程的文書和禮儀，整個傳統婚姻習俗禮儀通知了親屬鄰里，以取得社會的認可和保障。除此之外，傳統婚姻習俗禮儀使結婚的夫婦取得祖先神靈的認可和承擔履行對父母及親屬的權利義務。故此在古代某些時代，男女若非完成三書六禮的過程，婚姻便不被承認為明媒正娶，甚至於法律上被視為無效；嫁娶儀節的完備與否，直接影響婚姻的吉利與合法性。不過，在不同的中國朝代時期之中，婚俗禮儀亦有所不同。

## 歷史
三書六禮的传统婚俗歷史悠久，可以追溯至西周。西周時期的“婚姻六禮”，對其後各朝代婚姻的形式產生了重要的影響。
中國古籍《禮記》和《儀禮》都對此有所論述。《禮記》載：「昏禮者，將合二姓之好，上以事宗廟，而下以繼後世也，故男子重之，是以昏禮納采、問名、納吉、納徵、請期，皆主人筳几於門外，入揖讓而升，聽命於廟，而拜迎於門外，入揖讓而升，聽命於廟，所以敬慎重正昏禮也……敬慎重正而后父子有親，父子有親而后君臣有正，故曰昏禮者，禮之本也。」另據《儀禮》亦有此六禮，分別為納采、問名、納吉、納徵、請期、親迎。由此可見，這传统婚俗始創於西周時期。一般認為，此婚俗於秦朝已經定下，其後用於漢朝。

## 三书
「三书」是结婚过程中所用的文书，可以说是古时保障婚姻的有效文字记录。分别指：
- 聘书：即订亲之文书。在纳吉（男女订立婚约）时，男家交予女家之书柬。
- 礼书：即在过大礼时所用的文书，列明过大礼的物品和数量。
- 迎书：即迎娶新娘之文书。是亲迎接新娘过门时，男方送给女方的文书。

## 六礼
「六礼」是结婚过程的六个礼法。六礼分别指纳采、问名、纳吉、纳征、请期、親迎。

### 納采
当儿女婚嫁时，由男家家长请媒人向物色好的女家提亲。男家在纳采时，需将有象征吉祥意义的礼物送给女家；女家亦在此时向媒人打听男家的情况。《文公家礼》说：「纳其采择之礼，及今世所谓言定也。」也称问肯。先秦纳采朴实简单，据《仪礼·士昏礼》记载，士大夫阶层所执的见面礼，即称「贽」或「挚」，仅「用雁」。其原应执雁而已，但雁不易活捉，多为死雁，婚时不宜，且婚礼为人生大事，故特许新人得越其身分等级穿戴与使用衣着行头。后来也因为活雁不易取得而改用木雁。
一說雁原指舒雁，即鵝，故無所謂活捉之難，後人不知雁當舒雁，故《朱子家禮》用木雁，為世人所效仿。

### 问名
指男家询问女家关于女家女儿的姓名、时辰八字，如女家接纳男家的提亲，就会把女儿的姓名和时辰八字等交给男家，放在神前或祖先前以占卜吉凶，如卜吉兆的话，就会决定娶女家的女儿。问名也是男方遣使者问女方生母的姓氏，以便分辨嫡庶。后问名范围扩展到议门第、职位、财产以至容貌、健康等多各方面。

### 納吉
又称卜吉，就是到宗庙向祖先问卜，问卜之后决定此桩婚事是否合适，后来“纳吉”这一礼节就逐渐演变成了“小聘”。所谓小聘就是指男方送给女方的订婚礼物，较为普遍的是女子平时所用的衣服和首饰等，如发簪、耳环、指环之类的物品，有的送一些衣服或者是布帛，以及小量的钱财。女方一旦接受男方的“纳吉”礼品，就应该返赠男方帽子、鞋和笔墨纸砚等用品，这样婚妁中纳吉礼节完成。

### 纳征
「纳」是的意思是聘财，而「徵」就是「成」的意思，亦即是说男家需要纳聘礼后才可成婚的意思。纳征又称纳币。纳征时，男家会派人带备聘金、礼金及聘礼到女方家中；完成纳征的仪式后，婚约便正式定立。

### 请期
又称乞日、涓吉，即是「择吉日」成婚的意思。男家会择定一个成婚的良辰吉日，再准备婚期吉日书和礼品给女家，女家受礼及同意后，便可确定婚期。请期之礼在近代又叫“送日子”，即决定迎娶的“吉日良辰”。

### 亲迎
亲迎乃于结婚吉日，穿着礼服的新郎会偕同媒人、亲友亲自往女家迎娶新娘。新郎在到女家前需到女家的祖庙行拜见礼，之后才用花轿将新娘接到男家。在男家完成拜天、地、祖先的仪式后，便送入洞房。

## 三書六禮的簡化
自宋代起，三書六禮有所簡化，宋代時朱熹把六禮簡化成三禮，把問名合併於納采禮中，又把納吉、請期合於納徵中，又稱納幣、過大禮，並增加議婚一禮，實際上為四禮。《朱子家禮》的婚姻四禮亦影響日本、朝鮮、越南、琉球傳統婚禮。直至現代漢字文化圈的婚俗禮儀中，仍可见到“婚姻六礼”的明显痕迹。但自二十世紀中期的婚俗禮儀中，婚俗禮儀再度簡化，把《朱子家禮》中的納采和納幣合併，一般遵循有議婚、納徵（即過大禮）和親迎（即接新娘），其中以納徵是保留得比較完整。
至於三書，現代東亞各國婚姻法皆只承認由政府簽發的結婚證書，傳統的三書僅作為傳統禮儀文書，並沒有法律效力。華人地區自1970年代開始式微，至21世紀，部份提倡復興傳統婚禮的人士開始恢復傳統的三書。聘書在韓國以及日本宮城縣一直保留至今，禮書、迎書在韓國、日本本土、琉球亦一直傳承至今。

## 外部連結
- 中國婚俗（页面存档备份，存于）
- 三书六礼 - 马来西亚易经网